# Forest Hill (Teksas)
Forest Hill – miasto w Stanach Zjednoczonych, w stanie Teksas, w hrabstwie Tarrant.
Miasto uzyskało prawa miejskie 16 marca 1946 roku, pierwsi osadnicy natomiast sprowadzili się na ten obszar około 1860 roku.

## Demografia
Według przeprowadzonego przez United States Census Bureau spisu powszechnego w 2010 miasto liczyło 12 355 mieszkańców. Natomiast skład etniczny w mieście wyglądał następująco: Biali 29,0%, Afroamerykanie 48,5%, Azjaci 0,6%, pozostali 21,9%.